# Gordon Haskell
Gordon Haskell (Bournemouth, 27 de abril de 1946 – 16 de outubro de 2020) foi um baixista e cantor britânico. 
Fez parte do King Crimson em 1970 e gravou o disco Lizard, contudo deixou a banda durante o período de ensaios para a turnê. Amigo de colégio de Robert Fripp, eles já haviam trabalhado em uma versão primária do The League of Gentlemen. 
Haskell possuía uma orientação mais voltada para o folk, que entrava em conflito com o som do Crimson e, então, ele decidiu sair.
Em carreira solo, gravou treze álbuns de estúdio, dos quais o último (The Cat Who’s Got The Cream) foi lançado em janeiro de 2020. A canção "How Wonderful You Are", disponibilizada como single antes do Natal de 2001, alcançou a segunda colocação na UK Singles Chart no final desse mesmo ano.
O músico morreu em 16 de outubro de 2020, aos 74 anos.